# Marcus Fulvius Flaccus (consul in 264 v.Chr.)
Marcus Fulvia Flaccus was een Romeins politicus uit de derde eeuw v.Chr. Hij geldt als de stamvader van de Flaccustak van de gens Fulvia.
Flaccus was in 271 of 270 v.Chr. volkstribuun en werd in 270 verantwoordelijk voor de bouw van de Aqua Anio Vetus, waar de overleden censor Lucius Papirius Praetextatus mee begonnen was.
In 264 v.Chr. werd Flaccus consul en versloeg de Volsinii. Vervolgens plunderden en verwoestten de Romeinen Velzna, de laatste vrije Etruskische stad. Bij terugkomst mocht Flaccus een triomftocht houden. Hij had het cultusbeeld van de Etruskische god Vertumnus meegenomen en bouwde voor deze god een tempel op de Aventijn.
In  246 v.Chr. diende Flaccus nog eenmaal als magister equitum, waarbij hij toezicht hield op de verkiezingen.